# Наповнювач
Напо́внювач — речовини, що додаються до основного складу для зміни властивостей або/та здешевлення матеріалу.
Залежно від галузі застосування наповнювачами можуть бути різноманітні речовини та структури.
Наприклад, найпоширеніші тверді: деревинне борошно, деревинна тирса, лушпиння зернових, бавовняні очоси, бавовняна тканина, папір, графіт, азбест, кварц, скловолокно, відходи автопокришок, різні природні та синтетичні відходи видобутку і переробки, — як окремо так і в композиції з іншими.
Речовини, що вводяться в гумову суміш або в латекс (сажа, крейда, тальк, оксид магнію), в пластмаси (деревна тирса, азбест тощо), для поліпшення різних технічних властивостей. Наприклад, сажа надає резинам зносостійкість (а також здешевлює їх). Як наповнювачі застосовують сажу, графіт, скляні, азбестові, хімічні волокна та ін. Наприклад, в шаруватих пластиках роль наповнювача виконують папір, тканини, в пінопластах — гази, наприклад, азот.

## Харчові наповнювачі
Часто морозиво подається з різними їстівними наповнювачами.
Різні зерна, насіння, родзинки, горіхи, цукати, висівки і т. ін. можуть використовуватися як наповнювачі хлібобулочних виробів.

## Фармакологічні наповнювачі
Більшість лікувальних засобів містять наповнювачі